# Songs and Poems
Songs and Poems is een compositie van de Amerikaanse componist Philip Glass. Het werk is geschreven voor solo cello en specifiek voor celliste Wendy Sutter. De compositie is atypisch voor Glass. Nu eens geen loopjes en akkoorden uit zijn bekende minimal music-repertoire, maar stemmige liederen, overigens dus zonder zang, voor de cello. De cello wordt door hem gezien als het instrument dat het meest weg heeft van de menselijke stem. Oorspronkelijk bestaand uit 6 liederen, heeft Glass later deel V toegevoegd; het bleek het emotioneel hart van de compositie te worden/zijn. Het is een chaconne, waarvan Sutter na de première in New York zei dat "het moeilijk was verder te gaan na zo’n emotioneel stuk muziek". De compositie is in de verte gerelateerd aan de filmmuziek voor Chaotic Harmony, maar die bron is nauwelijks meer herkenbaar.De delen zijn genummerd: Song I - Song VII.

## Bron en discografie
- Uitgave Orange Mountain Music; Wendy Sutter- cello